# Georges-Adolphe Flaction
Georges-Adolphe Flaction, né le 26 avril 1819 à Grandson et mort le 24 mars 1869 à Yverdon, est une personnalité politique suisse, membre de la Gauche Libérale (futur parti radical-démocratique). Il est député du canton de Vaud au Conseil national de 1855 à 1857.

## Biographie
Georges-Adolphe Flaction naît le 26 avril 1819 à Grandson, dans le canton de Vaud. Protestant, originaire d'Yverdon et de Vugelles-La Mothe, il est le fils de Georges-Rodolphe Flaction, médecin-chirurgien, et d'Antoinette Clerc. Il est issu d'une famille de médecins-chirurgiens qui remonte au XVIIe siècle avec Jean-Rodolphe Flaction.
Après des études de pharmacie et de médecine, il obtient des brevets de médecin-chirurgien en 1850 et d'accoucheur en 1851. Il exerce dès 1839 comme pharmacien à Lausanne, puis comme médecin à Lausanne dès 1850 et à Yverdon dès 1852.

### Carrière politique
Il est député des Radicaux/Gauche Libérale (aile gauche du parti libéral) au Grand Conseil vaudois de 1845 et 1846, conseiller national de 1855 à 1857, puis syndic d'Yverdon de 1865 à 1869. Il publie en outre entre 1845 et 1846 un journal radical à Yverdon, Le Peuple Souverain,.